# 14. motorizirana divizija (Irak)
14. motorizirana divizija Mustafa je motorizirana divizija Iraške kopenske vojske, ki spada pod okrilje Južnih sil IKV.

## Zgodovina
Operacije in bitke
- Bitka za Basro (2008)

## Organizacija
- Štab
- 14. bataljon specialnih sil
- 14. komando bataljon
- 50. motorizirana brigada
- 51. motorizirana brigada
- 52. motorizirana brigada
- 53. motorizirana brigada
- 14. poljski artilerijski polk
- 14. poljski artilerijski polk
- 14. lokacijsko poveljstvo

- 14. bazna varnostna enota
- 14. vzdrževalna baza
- 14. motorizirani transportni polk

- 14. divizijski trenažni center